# Brad Johnson (actor)
Brad Johnson (n. 24 octombrie 1959, Tucson, Arizona, SUA – d. 18 februarie 2022, Fort Worth, Texas, SUA) a fost un actor american și Marlboro Man. Primul rol al lui Johnson a fost în filmul cu motocicliști și cu buget scăzut The Nam Angels (1989). La scurt timp, a avut primul său rolul principal într-un film important, când a jucat rolul lui Ted Baker în filmul din 1989 Always, regizat de Steven Spielberg. A mai jucat în Experimentul Philadelphia II, Copperhead și în Supergator.
A interpretat rolul lui Rayford Steele în seria de filme Left Behind și rolul Dr. O'Malley Dominick în Melrose Place. El are șase fiice și patru fii.

## Filmografie
- The Nam Angels (1989)
- Always
- Flight of the Intruder
- Philadelphia Experiment II
- Rough Riders (film)
- Copperhead
- Supergator
- Left Behind (2000)
- Left Behind II: Tribulation Force
- Left Behind: World at War
- Alaska
- An American Story
- Safe Harbour
- No Regrets
- Wild Things: Diamonds in the Rough
- Crossfire Trail
- Across the Line
- Soldier of Fortune, Inc.
- Riverworld

## Filme de televiziune
- Cries Unheard: The Donna Yaklich Story (1994)
- Alien Siege (2005)
- Copperhead (2008)